# ブルースが聞こえる
『ブルースが聞こえる』（Biloxi Blues）は、1988年のアメリカ映画。第二次大戦中の訓練所での青春をノスタルジックに描いた作品。劇作家ニール・サイモンの自伝的作品と言われるBB三部作の第二作目の映像化。公開時のキャッチコピーは「あの頃の日記にはみんな嫌な奴らと書いたのに…。」であった。

## ストーリー
主人公ユージーンは、作家を目指す青年。彼は第二次世界大戦の際、徴兵され、ビロクシーにある訓練所にやってきた。一緒に送られてきたのは粗野なワイコフスキーやインテリのエプスタインなど、クセのある奴らばかりだ。ユージーンは訓練所にいる間に様々な経験をしていく。
そしてある日、とうとう酔っぱらった鬼軍曹トゥーミーが問題児であるユージーンとエプスタインに…

## スタッフ
- 監督: マイク・ニコルズ
- 脚本: ニール・サイモン

## キャスト
- ユージーン・モリス・ジェローム：マシュー・ブロデリック
- ジョセフ・ワイコフスキー：マット・マルハーン
- アーノルド・エプスタイン：コリー・パーカー
- デイジー・ハニガン：ペネロープ・アン・ミラー
- トゥーミー軍曹：クリストファー・ウォーケン

## こぼれ話
- ユージーンやエプスタインは、ニューヨークのユダヤ人であるという設定になっている。
- 酔っ払ったトゥーミー軍曹に監禁されるのは、原作では、ユージーンではなくエプスタインの方である。

## 日本での舞台化
- 日本では『ビロクシー・ブルース』のタイトルで舞台化されている。
  - 1987年2月、パルコ劇場にて初演。主役のユージーンは真田広之が演じた。翻訳・演出は青井陽治。
    - 1987年版公式情報

  - 2009年2月、パルコ劇場にて再演。主役のユージーンは佐藤隆太が演じた。翻訳は目黒条、演出は鐘下辰男。
    - 2009年版公式サイト

### 舞台（2023年）
『ビロクシー・ブルース』と題して2023年11月3日から19日にかけて、シアタークリエで上演される。翻訳は鳴海四郎、上演台本・演出は小山ゆうな。
キャスト
- ユジーン - 濱田龍臣
- エプスタイン  - 宮崎秋人
- カーニー - 松田凌
- セルリッジ - 鳥越裕貴
- ヘネシー - 木戸邑弥
- ワイコフスキ -大山真志
- デイジー - 岡本夏美
- ロウィーナ - 小島聖
- トゥーミー - 新納慎也

スタッフ
- 作 - ニール・サイモン
- 翻訳 - 鳴海四郎（早川書房 / 2009）
- 上演台本・演出 - 小山ゆうな
- 美術 - 二村周作
- 照明 - 勝柴次朗
- 音楽 - 木原健太郎
- 音響 - 尾崎弘征
- 衣裳 - 半田悦子
- ヘアメイク - 小林雄美
- ステージング - 田井中智子
- 歌唱指導 - 満田恵子
- 軍事所作 - 越康広、長谷部浩幸
- 演出助手 - 西祐子
- 舞台監督 - 宇佐美雅人
- 制作助手 - 荒川藍子
- アシスタントプロデューサー - 清水光砂
- プロデューサー - 仁平知世